# Sailmhor-Formation
Die Sailmhor-Formation ist eine geologische Formation des Hebriden-Terrans, die während des Ordoviziums entlang der Nordwestküste Schottlands abgelagert wurde. Sie gehört zur Durness Group.

## Etymologie

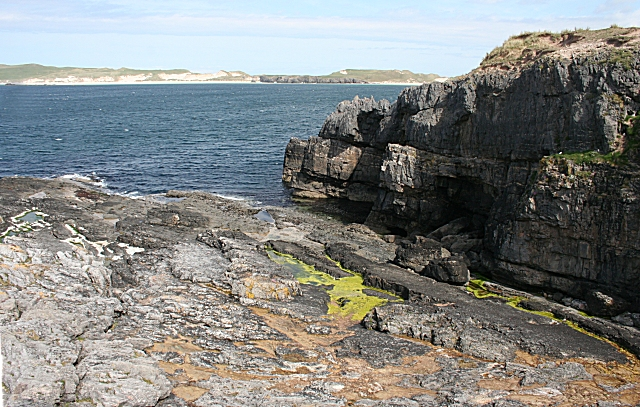
Links im Vordergrund das Hangende der Eilean-Dubh-Formation, rechts darüber das Liegende der Sailmhor-Formation. Im Hintergrund schweift der Blick nach Osten in die Balnakeil Bay

Das Schottisch-Gälische weibliche Substantiv sàil bedeutet Ferse. Es ist abgeleitet vom Altirischen sál mit derselben Bedeutung. Verwandt hierzu ist das Walisische sail mit der Bedeutung Grundlage, Basis. Das Adjektiv mòr, lenisiert mhòr, übersetzt sich mit groß, wichtig, bedeutend. Folglich ist sàilmhòr die große Ferse. Den Namen erhielt die Formation von der mittlerweile verlassenen Ortschaft Sailmhor bzw. jetzt Solmar.

## Geographie
Das Typusprofil der Formation befindet sich östlich von Eilean Dubh entlang der Balnakeil Bay, es ist aber stark von Verwerfungen zerhackt. Die Aufschlüsse entlang der Ostseite des Kyle of Durness sind nicht vollständig und ebenfalls gestört. Bei Inchnadamph sind die untersten 23 Meter in einem Aufschiebungskeil einzusehen, der obere Abschnitt erscheint an der Küste bei Leirinmore. Auch weit im Süden bei Ord ist die Sailmhor-Formation noch anzutreffen.

## Stratigraphie
Die bereits ordovizische Sailmhor-Formation (von Benjamin Neeve Peach und Kollegen im Jahr 1907 als Formation III bezeichnet) ist die dritte Formation der Durness-Group. Sie wird minimal 113 Meter mächtig, angegeben werden aber auch 175 bis sogar 250 Meter an Mächtigkeit. Die unterschiedlichen Angaben erklären sich durch die vielen Verwerfungen innerhalb der Formation. Die insgesamt aphanitische, dolomitische Formation mit untergeordneten Kalklagen im Hangenden liegt konkordant auf der vorangegangenen Eilean-Dubh-Formation. Sie wird ihrerseits konkordant und graduell von der Sangomore-Formation überlagert.

### Sequenzstratigraphie
Die Sailmhor-Formation liegt vollständig innerhalb der Sequenz dritter Ordnung SLM IIIb, die noch in der Eilean-Dubh-Formation 18 Meter unterhalb der Liegendgrenze einsetzt. Die Formation beginnt mit einem Transgressiven Systemtrakt (Englisch Transgressive Systems Tract oder abgekürzt TST) und erreicht nach etwa zwei Drittel der Abfolge die Maximale Flutungszone (engl. Maximal Flooding Zone oder abgekürzt MFZ). Die Formation endet mit einem Hochstands-Systemtrakt (engl. Highstand Systems Tract oder abgekürzt HST) an der Hangendgrenze zur aufliegenden Sangomore-Formation – gleichzeitig beginnt die Sequenz SLM IIIc. Der abschließende Hochstand-Systemtrakt findet seinen Ausdruck in Dolomitsanden und Intraklastenbrekzien aus Chert.
Der Transgressive Systemtrakt des Liegenden ist deutlich zyklischer Natur und manifestiert einen zusehends subtidalen Faziescharakter unter anwachsender Zyklenmächtigkeit ins Hangende. Die einzelnen Parasequenzen werden bis zu 6 Meter dick und enden jeweils mit einer dünnen, peritidalen Abdeckung – jedoch mit nur wenigen Anzeichen für Trockenfallen. An manchen Stellen kann beobachtet werden, wie säulige Stromatolithen die Grenzschicht der Parasequenzen besiedeln – was auf eine Vergrößerung des Akkomodationsraumes nach dem Fluten der Gezeitenebenen (engl. tidal flats) hinweist.
Die Maximale Flutungszone repräsentiert den am deutlichsten subtidal beeinflussten Teil der gesamten Megasequenz SLM III und entspricht der Maximalflutung des Tremadociums. Sie wird leider durch die Gegenwart einer senkrecht zur Küste verlaufenden Störung sowie durch einen von steilen Felsen bewehrten Einlass kaschiert. Die Parasequenzzyklen verdicken sich in Richtung Störung, werden aber dahinter wieder dünner. Es darf daher angenommen werden, dass hierdurch der normale Übergang von der MFZ ins Hangende versetzt wurde und somit hinter der Störung bereits der Hochstand-Systemtrakt vorliegt.
Während des frühen Hochstand-Systemtrakts wurde das höchste Basisniveau des Meeresspiegels erreicht, gleichzeitig übertraf der Akkomodationsraum das Sedimentangebot. Der vorhandene Akkomodationsraum wurde durch dicke, teils hügelartige Mikrobenriffe aufgefüllt, die ihrerseits von dünnen peritidalen Oberkanten der Parasequenzen überdeckt wurden. Die Parasequenzzyklen des Hangenden sind weniger asymmetrisch aufgebaut als die Zyklen im Liegenden. Sie zeigen gewöhnlich  eine dunkle, 10 bis 50 Zentimeter starke, massive Basis, die sich ins jeweilige Hangende weiter verfinstert. Hierüber folgen sodann peloidische Grainstones und Thrombolithen.

## Lithologie

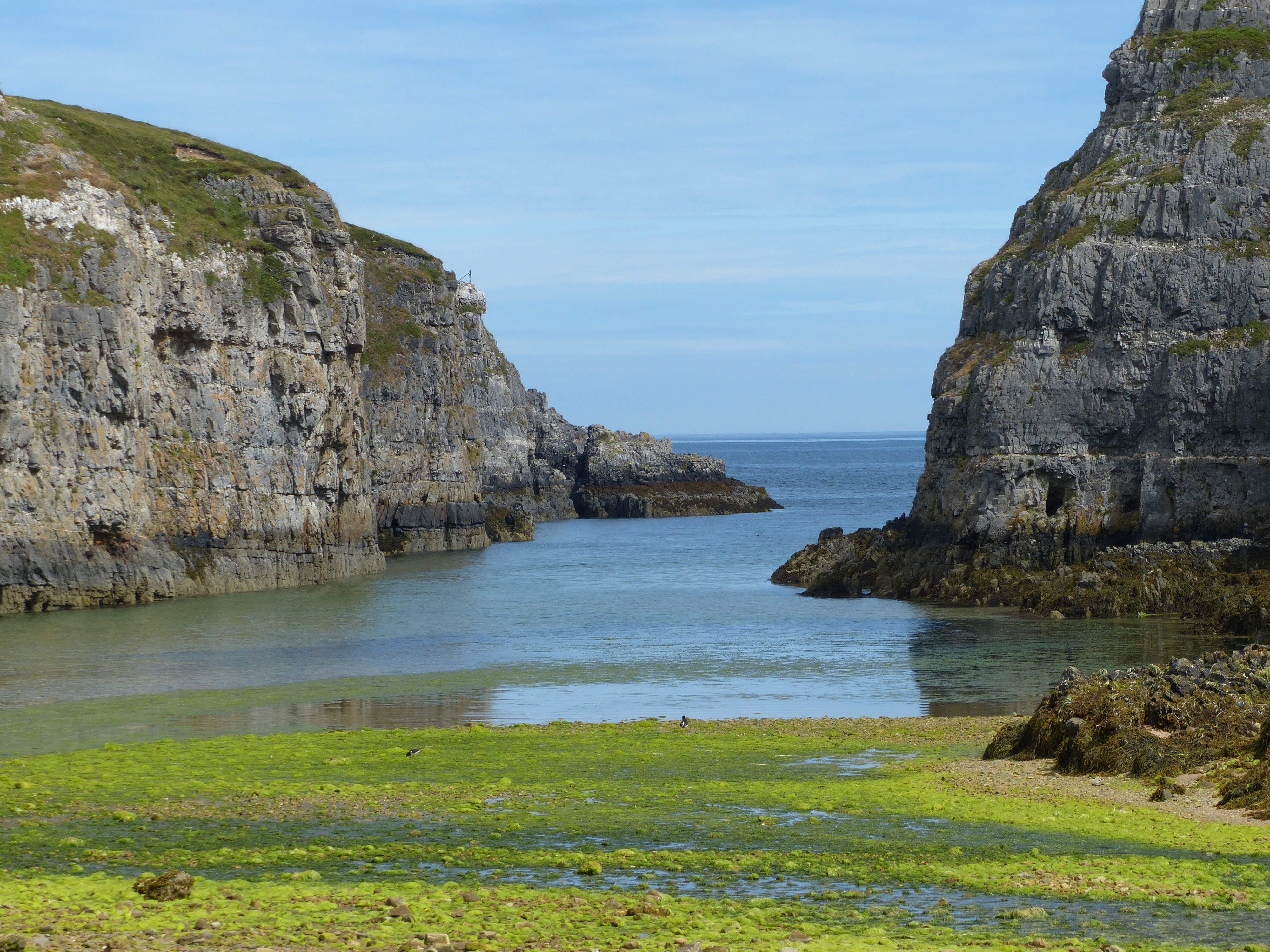
Die Parasequenzen der Sailmhor-Formation beim Fjord Geodha Smoo

Die Sailmhor-Formation besteht lithologisch hauptsächlich aus einem dunklen, scheckigen Dolostone (Fleckendolomit), der aus Parasequenzen im Meterbereich aufgebaut ist. Die Parasequenzen werden in ihrem Hangenden hellgrau und sind von Stromatolithen gekrönt.
Die Untergrenze der Formation wird durch einen deutlichen Farbumschlag gekennzeichnet – und zwar von hellgrauen, peritidalen, feinkristallinen Dolomiten der Eilean-Dubh-Formation hin zu an Thrombolithen-reichen, dunkelgrauen, subtidalen Fleckendolomiten mit vereinzelten Chertvorkommen der Sailmhor-Formation. Oolithlagen und weiße Cherts mit bis zu 50 Zentimeter dicken Knollen zwischen Stromatolithenbauten sind dann im unteren Abschnitt häufig, Thrombolithen nehmen gegen das Hangende zu. Im Hangenden werden die Parasequenzen oft von hellgrauen Dolostones abgedeckt, in denen ebenfalls Stromatolithen vorkommen. Die hellgrauen Dolostones zeigen hier Rippellagen und Parallelschichtung. Der scheckige, fleckige Charakter der Formation wird durch ein Netzwerk von Wurmbauten bedingt.
Auf den obersten 7,5 Metern im Hangenden der Formation finden sich eine zwischen 30 und 45 Zentimeter undulierende Lage grobkörnigen Dolomitsandes, darüber 1,2 Meter an Thromboliten, 1,3 Meter an feinkörnigen Dolomiten mit Cherts und hämisphärischen Stromatolithenbiohermen, 2 Meter an Cherts mit präservierten Dolomitsanden und Kleinfolgen an Chertbrekzien sowie auf den letzten Metern eine 2,5 Meter mächtige Chertlage, die eventuell die wiederaufgearbeiteten Klasten für die Liegendschichten der Sangomore-Formation lieferte.
Die eigentliche Hangendgrenze zur Sangomore-Formation wird sodann von einer Zone von Dolomitsanden und Chert-reicher Intraklastenbrekzien eingerahmt.

## Fazies
Faziell ist die Sailmhor-Formation subtidal, angezeigt durch Stromatolithen, durch Schwammnadeln führende Cherts und durch Brachiopodenschill. Die kleinwellige Schichtung deutet jedoch auch auf intertidalen Charakter hin. Insgesamt herrschte während der Sailmhor-Formation jedoch eine marine Regression – was auch durch die Zunahme von grobkristallinen Dolostones im Hangenden unterstützt wird. Bemerkenswert ist der Anstieg an Spaltbarkeit und Verkarstung der Schichtoberflächen in Richtung Hangendes.

### Lithofazies
Folgende Lithofazies lassen sich in der Sailmhor-Formation vorfinden:
- Oolithischer Grainstone/Wackestone – Subtidal
- Onkolithischer Grainstone/Packstone – Subtidal
- Durchwühlter Mudstone/ Wackestone, als so genannter leopard rock – Subtidal
- Bioklastischer Wackestone/Packstone – Subtidal
- Stromatactoide Karbonate – Subtidal
- Intraklasten-Rudstone – Subtidal bis Supratidal
- Thrombolithischer Boundstone – oberes Subtidal bis unteres Intertidal
- Säuliger Stromatolithen-Boundstone – oberes Subtidal bis unteres Intertidal
- Wellig laminierter und planarer Stromatolithen-Boundstone – Intertidal
- Rippel-laminierte Karbonate – oberes Subtidal bis unteres Supratidal
- Hämisphärischer Stromatolithen-Boundstone – Intertidal bis Supratidal

## Fossilien
Erwähnenswerte Fossilfunde sind neben den bereits angeführten Stromatolithen, Thrombolithen, Brachiopoden und Schwämmen vor allem Conodonten, die hauptsächlich im Mittelabschnitt auftreten, sowie Cephalopoden (vor allem die Taxa Ellesmeroceridae und Bassleroceratidae) im Hangenden.
Im Liegenden der Formation wurde der Conodont Cordylodus lindstromi gefunden, der unmittelbar über der Kambrium/Ordovizium-Grenze auftritt und die lindstromi-Zone benennt. Weitere Conodontenzonen in der Sailmhor-Formation sind die fluctivagus- (nach Iapetognathus fluctivagus), die angulatus- (nach Cordylodus angulatus) und schließlich die manitouensis-Zone (nach Rossodus manitouensis).
In dieser basalen Conodontenzone treten folgende Taxa auf: Acanthodus uncinatus, Cordylodus proavus (nur kurz oberhalb der Basis), Drepanoistodus? pervetus, Eoconodontus notchpeakensis, (in den ersten beiden Metern), Leukorhinion, Loxognathoides, Rossodus manitouensis, Semiacontiodus nogamii, Utahconus utahensis und  Variabiloconus bassleri.

## Alter
Die Sailmhor-Formation liegt im Mittelabschnitt der Supersequenz zweiter Ordnung Sauk III bzw. SLM III. Nur kurz unterhalb ihrer Liegendgrenze beginnt das Untere Ordovizium (mit dem Tremadocium) bei 488 Millionen Jahren. Die Formation korreliert mit der Watts-Bight-Formation im westlichen Neufundland und endet wie diese bei etwa 486 Millionen Jahren.  Ihre Sedimentation hat demzufolge nicht mehr als 2 Millionen Jahre gedauert.

## Zusammenschau

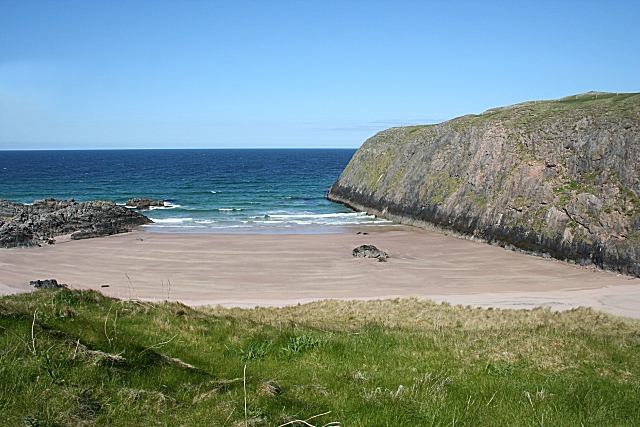
Die Sango Bay mit der Sangobeg Fault (rechts). Die Verwerfung schneidet die Sailmhor-Formation hier vollkommen ab.

Die Kontinentalplattform im Nordwesten Schottlands, die einst zum passiven Kontinentalrand Laurentias gehörte, ging durch drei bedeutende Entwicklungsstufen:
- Präplattform-Schelf im Unteren und Mittleren Kambrium
- Hochenergetischer Schelf im Mittleren und Oberen Kambrium
- Breitere, aber niedrigenergetische Plattform im Unteren und Mittleren Ordovizium.

Die Sailmhor-Formation bildet Teil der dritten Phase. Während ihrer Ablagerung war der Meeresspiegel weiter im Ansteigen begriffen und erreichte im Tremadocium einen Maximalflutungsstand (engl. Maximal Flooding Zone oder abgekürzt MFZ) mit offen marinen Bedingungen. Dieser entspricht der mittleren manitouensis-Conodontenzone und äußert sich durch dicke Parasequenzen, die von subtidalen Fazies beherrscht werden, wie beispielsweise Fleckendolomiten und Thrombolithen. Die Ablagerungen während der Maximalflutung bestanden vorherrschend aus monotonem, durchwühltem Karbonatschlamm.